# Paramonostomum phillippinensis
Paramonostomum phillippinensis är en plattmaskart. Paramonostomum phillippinensis ingår i släktet Paramonostomum och familjen Notocotylidae. Inga underarter finns listade i Catalogue of Life.